# Liste der Kulturdenkmäler in Lambsheim
In der Liste der Kulturdenkmäler in Lambsheim sind alle Kulturdenkmäler der rheinland-pfälzischen Gemeinde Lambsheim aufgeführt. Grundlage ist die Denkmalliste des Landes Rheinland-Pfalz (Stand: 18. Juli 2022).

## Denkmalzonen
| Bezeichnung                    | Lage | Baujahr                  | Beschreibung | Bild                           |
| ------------------------------ | --- | ------------------------ | --- | ------------------------------ |
| Denkmalzone Ortskern           | Hauptstraße 1–105, Hinterstraße 2–98 (gerade Nummern) und 3–113 (ungerade Nummern), Jahnstraße 1–4 und 6, Junkergasse 1 und 2, Klaragasse 5–7 und 10, Lochgasse 1–5, Marktstraße 1–17 (ungerade Nummern), 2–26 (gerade Nummern) und 27, Stadtgrabenstraße 14a–d, Wallstraße 1, Weisenheimer Straße 1 Lage | seit dem 18. Jahrhundert | der von der Stadtbefestigung infolge der Stadtrechtsverleihung im 14. Jahrhundert eingefasste Bereich, Typus der im 13. oder 14. Jahrhundert gegründeten Stadt mit leiterartiger Straßenführung; Parzellengrößen und -gliederung bis ins frühe 18. Jahrhundert zurückreichend, Bausubstanz vornehmlich Hofanwesen des 18. Jahrhunderts, Scheunenkränzen, große Dichte qualitätvoller Bauten in geschlossener Bebauung insbesondere in der Hauptstraße | Fotos hochladen                |
| Denkmalzone Jüdischer Friedhof | nördlich des Ortes und des christlichen Friedhofs; Flur Am Judenkirchhof Lage | 1822                     | von 1822 bis 1937 belegt, 1856 erweitert; circa 170 Grabsteine, vor 1856 größtenteils hebräisch, teilweise hebräisch/deutsch beschriftet | weitere Bilder Fotos hochladen |

## Einzeldenkmäler
| Bezeichnung                            | Lage                                               | Baujahr                                | Beschreibung | Bild                           |
| -------------------------------------- | -------------------------------------------------- | -------------------------------------- | --- | ------------------------------ |
| Jagdschloss Lambsheim                  | Am Schlossgarten 13 Lage                           | 1706/07                                | Jagdschloss des Generals von Efferen; barocker Putzbau, 1706/07, Erweiterung um 1890 | Fotos hochladen                |
| Gaststätte und Hotel                   | Bahnhofstraße 2 Lage                               | um 1880                                | Gaststätte und Hotel; spätklassizistischer Putzbau, um 1880; in der Ringstraße etwas jüngerer Saalbau | Fotos hochladen                |
| Bahnhof Lambsheim                      | Bahnhofstraße 3 Lage                               | 1877                                   | Bahnhofsgebäude; sandsteingegliederter Putzbau, 1877 | weitere Bilder Fotos hochladen |
| Friedhofskapelle, Kreuze und Grabmäler | Friedhofstraße, auf dem christlichen Friedhof Lage | ab 1767                                | Friedhof 1836 angelegt, 1890 und zuletzt 1984 erweitert - 1839 als Friedhofskapelle translozierte ehemalige lutherische Pfarrkirche: barocker Saal 1790/91, Dachturm 1916 - zwei Kreuze, bezeichnet 1767 und 1807, Korpus Ende des 19. Jahrhunderts - Grabmäler: G. Scherf († 1912), F. Burré († 1905), A. M. Roob († 1841) und J. Roob († 1845) sowie Eheleute Reudelhuber († 1852 und 1882): klassizistische Stelen, Grabmal E. und E. M. Roob († 1860 und 1861); M. Noessel († 1860), antikisierend; K. Wendel († 1865): Tondo mit Marmorbüste, J. V. Reudelhuber († 1870), reliefierte neugotische Stele, signiert M. Darnberger, E. Groß († 1870): neugotische Skulptur, W. Reudelhuber († 1875), G. Reudelhuber († 1879).: neugotische Stele, H. Reich († 1881): antikisierende Stele, P. Müller († 1884): antikisierende Stele von E. Glückstein, Frankenthal, Dr. Ph. L. Groß († 1894): Stele mit Bildnis, Bronze, 1895 von E. Glückstein, Frankenthal | Fotos hochladen                |
| Wegekreuz                              | Friedhofstraße, Ecke Münchgrabenstraße Lage        | 18. Jahrhundert                        | Wegekreuz, barocker Sockel, 18. Jahrhundert, Kreuz und Korpus aus der zweiten Hälfte des 19. Jahrhunderts | Fotos hochladen                |
| Protestantisches Pfarrhaus             | Hauptstraße 2 Lage                                 | 1849                                   | repräsentativer zweieinhalbgeschossiger klassizistischer Walmdachbau, 1849 | Fotos hochladen                |
| Wohnhaus                               | Hauptstraße 3 Lage                                 | spätes 18. Jahrhundert                 | spätbarockes Wohnhaus mit Wirtschaftsräumen, spätes 18. Jahrhundert | Fotos hochladen                |
| Katholische Pfarrkirche St. Stephanus  | Hauptstraße 4 Lage                                 | 1785–89                                | spätbarocker Saalbau, 1785–89, Firstreiter 1909–12; mit Ausstattung | weitere Bilder Fotos hochladen |
| Stadtbefestigung                       | Hauptstraße, bei Nr. 4 und 6 Lage                  | nach 1323                              | von der kurz nach der Stadtrechtsverleihung 1323 begonnenen, 1471 geschleiften, wiederaufgebauten, 1852 weitgehend abgetragenen Stadtbefestigung sind nur geringe Reste erhalten; ein Mauerstück südlich der beiden Pfarrkirchen und der sogenannte Neutorturm an Hauptstraße/Turmstraße | Fotos hochladen                |
| Kriegerdenkmal                         | Hauptstraße, bei Nr. 4 und 6 Lage                  | ab 1876                                | an der Stadtmauer: Kriegerdenkmal 1849, 1866 und 1870/71, kreuzbekrönter Pfeiler, 1876; flankierende Bayerische Löwen von Theobald Hauck (1926/27), als Kriegerdenkmal 1914/18 | Fotos hochladen                |
| Wohnhaus                               | Hauptstraße 5 Lage                                 | um 1850                                | Wohnhaus, klassizistischer Walmdachbau, um 1850; Nebengebäude größtenteils bauzeitlich | Fotos hochladen                |
| Protestantische Pfarrkirche            | Hauptstraße 6 Lage                                 | ab der Mitte des 13. Jahrhunderts      | neuromanischer Saalbau, 1844–47; drei Turmuntergeschosse aus der Mitte des 13. Jahrhunderts, neugotischer Turmaufbau von 1860/61; mit Ausstattung; Gedenktafel 1939–45, 1946; Epitaphe des 16. bis 18. Jahrhunderts; ortsbildprägend | weitere Bilder Fotos hochladen |
| Katholisches Pfarrhaus                 | Hauptstraße 7 Lage                                 | 1770                                   | repräsentativer barocker Krüppelwalmdachbau, bezeichnet 1770; rückwärtiges Nebengebäude, zweite Hälfte des 19. Jahrhunderts | Fotos hochladen                |
| Torbogen                               | Hauptstraße, zu Nr. 21 Lage                        | zweite Hälfte des 18. Jahrhunderts     | Torbogen mit Scheitelstein, zweite Hälfte des 18. Jahrhunderts | Fotos hochladen                |
| Gasthaus „Zum Hirschen“                | Hauptstraße 23 Lage                                | 1582                                   | ehemalige Schildwirtschaft „Zum Hirschen“; spätgotisches Hofhaus, bezeichnet 1582; spätmittelalterliches Fachwerkobergeschoss und -giebel 1720 teilweise erneuert; Kellerabgang des Nebengebäudes bezeichnet 1569; Durchfahrt mit Reliefstein | Fotos hochladen                |
| Wohnhaus                               | Hauptstraße 29 Lage                                |                                        | im Kern spätmittelalterliches Fachwerkhaus über tonnengewölbtem Keller, im 19. Jahrhundert teilweise massiv ersetzt | Fotos hochladen                |
| Wohn- und Geschäftshaus                | Hauptstraße 33 Lage                                | 1735                                   | spätbarockes Wohn- und Geschäftshaus über gewölbtem Keller, bezeichnet 1735 und 1759 | Fotos hochladen                |
| Rathaus                                | Hauptstraße 35 Lage                                | 1936                                   | repräsentativer Walmdachbau mit Laterne, weitgehend Neubau von 1936 in Formen des auf das 15. Jahrhundert zurückgehenden, um 1600 und 1780 umgebauten Vorgängers (bezeichnet 1487 und 1780); ortsbildprägend | weitere Bilder Fotos hochladen |
| Wohn- und Geschäftshaus                | Hauptstraße 36 Lage                                | zweite Hälfte des 19. Jahrhunderts     | Wohn- und Geschäftshaus, zweite Hälfte des 19. Jahrhunderts, Ladeneinbau aus dem ersten Viertel des 20. Jahrhunderts; straßenbildprägend | Fotos hochladen                |
| Hofanlage                              | Hauptstraße 44 Lage                                | 1756                                   | barocke Hofanlage; sandsteingegliedertes Eckwohnhaus mit Walmdach, bezeichnet 1756 und 1760, im Kern älter, im 19. Jahrhundert teilweise verändert; Nebengebäude | Fotos hochladen                |
| Hofanlage                              | Hauptstraße 45 Lage                                | 1708                                   | herrschaftliches barockes Hofhaus, letztes Viertel des 18. Jahrhunderts, Scheune bezeichnet 1708 | Fotos hochladen                |
| Wohnhaus                               | Hauptstraße 46 Lage                                | spätes 18. Jahrhundert                 | spätbarockes Wohnhaus, spätes 18. Jahrhundert | Fotos hochladen                |
| Hofanlage                              | Hauptstraße 47 Lage                                | ab 1753                                | stattliche barocke Hofanlage; Walmdachbau, drittes Viertel des 18. Jahrhunderts, Mansardwalmdachscheune, bezeichnet 1753, Remise bezeichnet 1766, Hofplaster um 1850 | Fotos hochladen                |
| Hofanlage                              | Hauptstraße 48 Lage                                | 18. Jahrhundert                        | barockes Hofhaus, 18. Jahrhundert; Torfahrt bezeichnet 1609, Hofpflaster spätes 19. Jahrhundert | Fotos hochladen                |
| Wohnhaus                               | Hauptstraße 52 Lage                                | um 1800                                | eingeschossiger Krüppelwalmdachbau, um 1800, mit älteren Fachwerkteilen; Stammhaus der jüdischen Familie Weill; Betstube mit Betnische um 1780 | Fotos hochladen                |
| Wohnhaus                               | Hauptstraße 58/60 Lage                             | 1832                                   | langgestrecktes Doppelhaus mit Krüppelwalmdach, bezeichnet 1832 und 1835 | BW                             |
| Wohnhaus                               | Hauptstraße 59 Lage                                | 1769                                   | barocker Putzbau, Torfahrt bezeichnet 1769 | Fotos hochladen                |
| Wohnhaus                               | Hauptstraße 61 Lage                                | 1767                                   | barocker Putzbau, Durchfahrt bezeichnet 1767 | Fotos hochladen                |
| Hofanlage                              | Hauptstraße 72 Lage                                | 1722                                   | große barocke Hofanlage; Wohnhaus: zweigeschossiger Putzbau mit Gewölbekeller, Walmdach, doppelläufige Treppe mit profilierten Wangen; Torbogen mit Scheitelstein, 1722; rückseitig barocker Anbau | Fotos hochladen                |
| Wohnhaus                               | Hauptstraße 77 Lage                                | 1770                                   | spätbarocker Krüppelwalmdachbau, bezeichnet 1770; Toranlage, bezeichnet 1752 | BW                             |
| Torfahrt                               | Hauptstraße, zu Nr. 79 Lage                        | 1780                                   | barocke Torfahrt, bezeichnet 1780 | BW                             |
| Torfahrt                               | Hauptstraße, zu Nr. 81 Lage                        | um 1600                                | Torfahrt, um 1600 | BW                             |
| Wohnhaus                               | Hauptstraße 82 Lage                                | zweite Hälfte des 18. Jahrhunderts     | barockes Wohnhaus, zweite Hälfte des 18. Jahrhunderts | BW                             |
| Wohnhaus                               | Hauptstraße 104 Lage                               | 18. Jahrhundert                        | eingeschossiges langgestrecktes Hofhaus, 18. Jahrhundert, bezeichnet 1932 (Renovierung) | Fotos hochladen                |
| Neutorturm                             | Hauptstraße, Ecke Turmstraße Lage                  | 14. oder 15. Jahrhundert               | Turm des ehemaligen äußeren Torhauses der Stadtbefestigung; dreigeschossiger Rundturm, die unteren beiden Geschosse bauzeitlich, drittes Geschoss und Dach von 1907; Wappenstein, 1570 | weitere Bilder Fotos hochladen |
| Hofanlage                              | Hinterstraße 3 Lage                                | 1762                                   | barocker Hakenhof; eingeschossiges Wohnhaus, bezeichnet 1762; Durchfahrt | BW                             |
| Wohnhaus                               | Hinterstraße 10 Lage                               | 1837                                   | Wohnhaus mit Krüppelwalmdach, klassizistische Motive, bezeichnet 1837 | BW                             |
| Wappensteine                           | Hinterstraße, an Nr. 11 Lage                       | 1585                                   | zwei Wappensteine am Hoftor des ehemaligen Gutes der Leysser (Lusser) von Lambsheim, einer bezeichnet 1585 | Fotos hochladen                |
| Wohnhaus                               | Hinterstraße 24 Lage                               | 16. oder frühes 17. Jahrhundert        | eingeschossiger Putzbau, 16. oder frühes 17. Jahrhundert | BW                             |
| Hofanlage                              | Hinterstraße 33 Lage                               | 18. und 19. Jahrhundert                | dreiflügelige Hofanlage, 18. und 19. Jahrhundert: barockes Wohnhaus mit Krüppelwalmdach, im Kern aus dem 18. Jahrhundert, Überformung aus der ersten Hälfte des 19. Jahrhunderts; Querscheune mit Gewölbestall | BW                             |
| Wohnhaus                               | Hinterstraße 34 Lage                               | 1771                                   | eingeschossiges Hofhaus, bezeichnet 1771, im Kern mittelalterlich | BW                             |
| Wohnhaus                               | Hinterstraße 40 Lage                               | 1798                                   | spätbarockes Fachwerkhofhaus, bezeichnet 1798, in der ersten Hälfte des 19. Jahrhunderts teilweise massiv ersetzt | BW                             |
| Hofanlage                              | Hinterstraße 42 Lage                               | spätes 18. oder frühes 19. Jahrhundert | barocke Hofanlage, spätes 18. oder frühes 19. Jahrhundert; Wohnhaus mit Krüppelwalmdach, eingeschossige Ökonomie mit Mansarddach, Scheune bezeichnet 1772 | BW                             |
| Hofanlage                              | Hinterstraße 81 Lage                               | 18. und 19. Jahrhundert                | Dreiseithof, 18. und 19. Jahrhundert; eineinhalbgeschossiges Wohnhaus, wohl noch 18. Jahrhundert, eingeschossiger Altensitz, Toranlage | BW                             |
| Scheune                                | Hinterstraße, zu Nr. 105 Lage                      | 1677                                   | Scheune der Rossmühle, teilweise über tonnengewölbtem Keller, bezeichnet 1677 | BW                             |
| Meckenheimersches Schloss              | Junkergasse 1 Lage                                 | um 1500                                | Zweiflügelanlage mit Walmdächern, im Kern um 1500, wohl nach 1648 wiederaufgebaut, 1740 modernisiert mit spätbarockem Dachturm; im Hof Kleinkinderpflegeanstalt, 1858, stark renoviert | weitere Bilder Fotos hochladen |
| Wohnhaus                               | Marktstraße 1 Lage                                 | 1758                                   | eingeschossiger barocker Mansarddachbau mit Torfahrt, bezeichnet 1758, Seitenflügel bezeichnet 1755 | BW                             |
| Hofanlage                              | Marktstraße 2 Lage                                 | ab 1740                                | zweieinhalbgeschossiger historisierender Putzbau, zweite Hälfte des 19. Jahrhunderts, Nebengebäude teilweise 18. Jahrhundert, Scheune bezeichnet 1740; ortsbildprägend | BW                             |
| Wohnhaus                               | Marktstraße 3 Lage                                 | spätes 18. Jahrhundert                 | barocker Putzbau, spätes 18. Jahrhundert; rustizierte Torfahrt | BW                             |
| Hofanlage                              | Marktstraße 4 Lage                                 | zweite Hälfte des 18. Jahrhunderts     | barocke Hofanlage, eingeschossiger Mansarddachbau.,zweite Hälfte des 18. Jahrhunderts; Nebengebäude | BW                             |
| Toranlage                              | Marktstraße, zu Nr. 11 Lage                        | 1741                                   | Toranlage, Pilaster auf Polsterfüßen, bezeichnet 1741 | BW                             |
| Torfahrt                               | Marktstraße, zu Nr. 18 Lage                        | frühes 18. Jahrhundert                 | barocke Torfahrt, wohl aus dem frühen 18. Jahrhundert | BW                             |
| Lambsheimer Mühle                      | Mühltorstraße 1 Lage                               | 1804                                   | klassizistisches Wohnhaus, 1818, einseitig abgewalmte Mansarddachscheune, 1806; klassizistische Toranlage, bezeichnet 1804 | Fotos hochladen                |
| Rathaus                                | Mühltorstraße 25 Lage                              | 1706                                   | Fassade des Verwaltungsgebäudes des ehemaligen Efferen’schen Jagdschlosses; u-förmige Anlage, im Kern von 1706, mehrfach überformt; zweieinhalbgeschossiger Winkelbau, teilweise Fachwerk (verputzt), Walmdächer, heutige Erscheinung um 1855; platzbildprägend | Fotos hochladen                |
| Wohnhaus                               | Mühltorstraße 26 Lage                              | zweite Hälfte des 19. Jahrhunderts     | zweieinhalbgeschossiger Walmdachbau, zweite Hälfte des 19. Jahrhunderts; straßenbildprägend | Fotos hochladen                |
| Villa                                  | Mühltorstraße 33 Lage                              | 1902                                   | eineinhalbgeschossige sandsteingegliederte Backsteinvilla, bezeichnet 1902; Remise | Fotos hochladen                |
| Wohnhaus                               | Mühltorstraße 37 Lage                              | zweite Hälfte des 19. Jahrhunderts     | sandsteingegliederter Putzbau mit Torfahrt, zweite Hälfte des 19. Jahrhunderts | BW                             |
| Hofanlage                              | Ringstraße 65 Lage                                 | zweite Hälfte des 19. Jahrhunderts     | Vierseithof, zweite Hälfte des 19. Jahrhunderts; eineinhalbgeschossiges Wohnhaus; Scheune | BW                             |
| Villa                                  | Stadtgrabenstraße 37 Lage                          | um 1930                                | Walmdachvilla, um 1930; Einzäunung | BW                             |
| Neutorschule                           | Weisenheimer Straße 1 Lage                         | 1905/07                                | Winkelbau mit Walmdächern, Heimatstil, 1905/07, Architekt Bezirksbaumeister Hofferbert, Frankenthal | Fotos hochladen                |